# Châu Nhuận Phát
Châu Nhuận Phát (giản thể: 周润发; phồn thể: 周潤發; bính âm: Zhōu Rùnfā; Việt bính: Zau1 Jeon6-faat3; sinh ngày 18 tháng 5 năm 1955) là một nam diễn viên người Hồng Kông, được biết đến khi hợp tác với đạo diễn Ngô Vũ Sâm trong các bộ phim hành động xã hội đen như Anh hùng bản sắc, Điệp huyết song hùng, và Lạt thủ thần thám, và ở phương Tây với các vai Lý Mộ Bạch trong Ngọa hổ tàng long và Sao Feng (Khiếu Phong) trong Cướp biển vùng Caribbean 3: Nơi tận cùng thế giới. Ông chủ yếu đóng phim chính kịch, và đã giành được ba Giải thưởng Điện ảnh Hồng Kông cho Nam diễn viên xuất sắc nhất và hai Giải Kim Mã cho Nam diễn viên xuất sắc nhất ở Đài Loan.

## Tiểu sử
Châu Nhuận Phát sinh ra tại Hồng Kông trong một gia đình có truyền thống yêu nước. Khi còn nhỏ ông thường phải dậy sớm để giúp mẹ bán đồ điểm tâm trên phố rồi buổi chiều ông lại phải ra đồng làm việc. Năm ông 10 tuổi thì cả gia đình chuyển đến Cửu Long.
Năm 17 tuổi, Châu Nhuận Phát phải bỏ học để giúp đỡ gia đình bằng nhiều công việc khác nhau như trực khách sạn, đưa thư, bán máy ảnh và tài xế taxi.

## Sự nghiệp
Năm 1974, cuộc sống của Châu thay đổi sau khi ông đọc được một thông báo tuyển diễn viên của hãng TVB. Sau khi được hãng TVB tuyển chọn và ký hợp đồng 3 năm, Châu bắt đầu tham gia các bộ phim truyền hình của hãng này và nhanh chóng trở nên nổi tiếng nhờ ngoại hình cao to (1,85m) và khả năng diễn xuất. Năm 1980, Châu thực sự trở thành ngôi sao của màn ảnh nhỏ Hồng Kông sau khi thủ vai Hứa Văn Cường trong bộ phim truyền hình dài 25 tập Bến Thượng Hải (上海灘), đây được xem là một trong những bộ phim truyền hình thành công nhất mà TVB đã từng sản xuất. Sau Bến Thượng Hải, Châu Nhuận Phát lại tiếp tục thành công với vai Lệnh Hồ Xung trong phiên bản truyền hình năm 1984 của tiểu thuyết võ hiệp Tiếu ngạo giang hồ.
Song song với những thành công trên truyền hình, Châu Nhuận Phát bắt đầu thử sức ở lĩnh vực điện ảnh. Bộ phim điện ảnh đầu tiên của ông là Trì nữ (池女, 1976), một bộ phim cấp 3 nhưng phim không thành công và diễn xuất của Châu cũng ít gây được chú ý, người ta biết đến ông chủ yếu vẫn là qua những bộ phim truyền hình dài tập. Năm 1981, Châu Nhuận Phát có được thành công điện ảnh đầu tiên với vai diễn trong bộ phim Hồ Việt đích cố sự (胡越的故事) của đạo diễn Hứa An Hoa. Nhưng phải chờ đến năm 1986, vai diễn đột phá mới thực sự đến với Châu khi ông được đạo diễn Ngô Vũ Sâm chọn vào vai Lý Mã Khắc (Mark) trong bộ phim Anh hùng bản sắc (英雄本色). Sau khi ra mắt, Anh hùng bản sắc đã thành công vang dội cả về mặt doanh thu và nghệ thuật, bộ phim được xem là tác phẩm kinh điển của thể loại phim hành động Hồng Kông và được xếp thứ hai trong Danh sách các bộ phim hay nhất của điện ảnh Hoa ngữ 100 năm qua, còn Châu Nhuận Phát lập tức trở thành ngôi sao hành động mới của điện ảnh Hồng Kông.
Sau thành công đầu tiên, Châu tiếp tục hợp tác với đạo diễn Ngô Vũ Sâm trong các bộ phim hành động thành công khác như Anh hùng bản sắc 2 (英雄本色2, 1987), Điệp huyết song hùng (喋血双雄, 1989), Lạt thủ thần thám (辣手神探, 1992). Nhưng không chỉ đóng đinh với các vai anh hùng hành động, Châu còn thành công với các bộ phim tình cảm như Thu thiên đích đồng thoại (秋天的童話, 1987) hay A Lang đích cố sự (阿郎的故事, 1989).
Năm 1989, Châu Nhuận Phát vào vai thần bài Cao Tiến trong phim Thần bài (赌神) của đạo diễn Vương Tinh. Bộ phim thành công vang dội và mở ra một thể loại phim mới của điện ảnh Hồng Kông, phim về cờ bạc với nhiều bộ phim theo bước Thần bài do Lưu Đức Hoa và Châu Tinh Trì thủ vai. Cũng trong năm này, Anh hùng bản sắc 3 (英雄本色3) tiếp tục ra mắt, do Từ Khắc đạo diễn lấy bổi cảnh tại Sài Gòn, Việt Nam. Riêng Châu Nhuận Phát thì thực sự khẳng định vị trí ngôi sao lớn nhất của điện ảnh Hồng Kông vào giai đoạn cuối thập niên 1980.
Giữa thập niên 1990, sau rất nhiều thành công ở thị trường điện ảnh Hồng Kông, Châu Nhuận Phát bắt đầu muốn tham gia các bộ phim của Hollywood với hi vọng sẽ trở thành một ngôi sao người Hoa ở tầm quốc tế như Lý Tiểu Long đã từng làm được. Sau bộ phim cuối cùng làm ở Hồng Kông, Hòa bình phạm điếm (和平飯店, 1995), Châu nghỉ hẳn hai năm để hoàn thiện kỹ năng tiếng Anh và chuyển tới Mỹ để chuẩn bị phát triển sự nghiệp. Hai bộ phim Mỹ đầu tiên của Châu là The Replacement Killers (1998) và The Corruptor (1999) là những thất bại về doanh thu. Bộ phim tiếp theo, Anna and the King (1999) mà trong đó Châu đóng cặp với nữ diễn viên từng hai lần đoạt Giải Oscar Nữ diễn viên chính xuất sắc nhất Jodie Foster đánh dấu thành công đầu tiên, tuy còn hạn chế, của Châu ở Hoa Kỳ. Năm 2000, Châu tham gia bộ phim võ hiệp Ngọa hổ tàng long của đạo diễn Lý An, thành công lớn của bộ phim (giành Giải Oscar Phim ngoại ngữ hay nhất) một lần nữa đưa Châu trở lại vị trí ngôi sao lớn của điện ảnh tiếng Hoa. Năm 2006, Châu Nhuận Phát đóng cặp cùng Củng Lợi trong bộ phim Hoàng Kim Giáp (满城尽带黄金甲) của đạo diễn Trương Nghệ Mưu và được đề cử giải Nam diễn viên chính xuất sắc nhất tại Giải thưởng Điện ảnh Hồng Kông, đây là lần thứ 13 ông được đề cử giải thưởng này và đang là người giữ kỷ lục về số lần đề cử.
Năm 2007, Châu Nhuận Phát vào vai thủ lĩnh cướp biển Thiệu Phong, một vai nhỏ trong bộ phim bom tấn Cướp biển vùng Caribê: Nơi tận cùng thế giới (Pirates of the Caribbean: At World's End). Bộ phim sau đó của Châu là The Children of Huang Shi đã được công chiếu vào cuối năm 2007.

## Đời tư
Châu Nhuận Phát đã có hai đời vợ. Người vợ đầu của ông là Dư An An (余安安). Hai người lập gia đình vào năm 1983 khi Châu đang là ngôi sao của hãng TVB còn Dư lại là ngôi sao của hãng truyền hình đối địch Asia Television Ltd (ATV). Chỉ 9 tháng sau ngày cưới, Châu Nhuật Phát và Dư An An đã làm thủ tục ly dị, những rắc rối gia đình này đã làm ảnh hưởng tới sự nghiệp điện ảnh của ông trong những năm đầu thập niên 1980.
Năm 1986, Châu Nhuận Phát cưới một cô gái người Singapore tên là Trần Oải Liên (陳薈蓮). Trần đã từng một lần mang thai nhưng bị sẩy và từ đó đến nay hai người không có con.

## Đánh giá
Châu Nhuận Phát không chỉ là người được công chúng đặc biệt yêu mến mà còn là biểu tượng lớn của nền điện ảnh mang đậm bản sắc Hong Kong. Điều này được khẳng định không chỉ bởi tài năng và sự cống hiến hơn 40 năm trên màn ảnh, mà còn bởi đức độ, nhân cách, khí chất, nghĩa khí và sự khiêm nhường hiếm có của Châu Nhuận Phát. Vào đầu thập niên 1980, những diễn viên Hong Kong như Trương Quốc Vinh, Mai Diễm Phương, Lưu Đức Hoa… đều rất nổi tiếng nhưng chỉ riêng Châu Nhuận Phát mới được giới nghiên cứu đánh giá là "đại diện của bản sắc Hong Kong". Không chỉ ghi dấu ấn ở tất cả mọi bước ngoặt quan trọng của điện ảnh Hong Kong, Châu Nhuận Phát còn góp phần thúc đẩy, truyền cảm hứng cho người Hong Kong ở mọi tầng lớp vươn lên trong xã hội. Ông đã hiến toàn bộ số tiền 17 nghìn tỷ đồng (tương đương 742 triệu USD) mà ông kiếm được cho người nghèo để sống cuộc đời giản dị hoà đồng với mọi người.

## Phim đã đóng

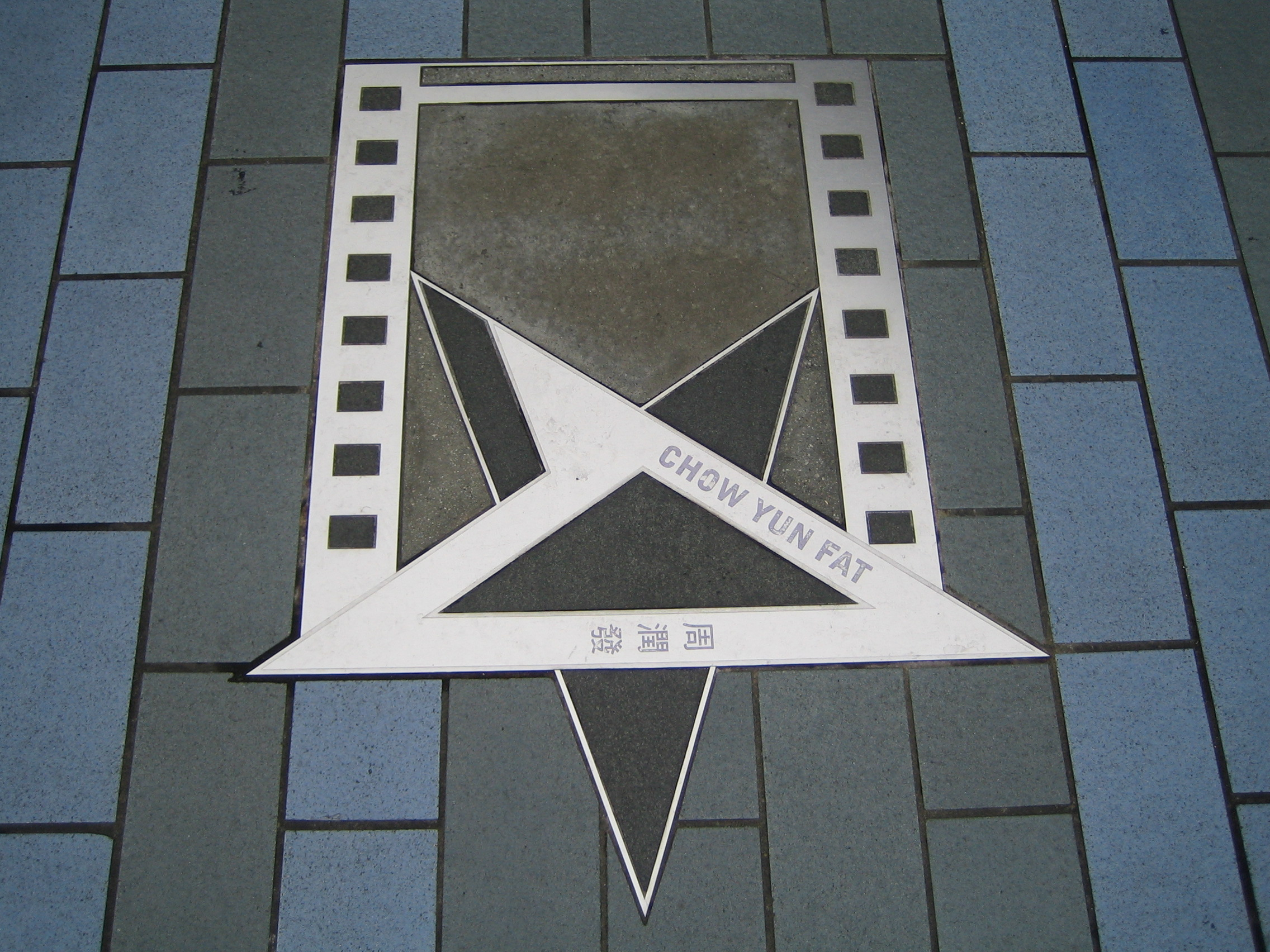
Tên của Châu Nhuận Phát trên Đại lộ Ngôi sao (Hồng Kông).

### Truyền hình
| Năm  | Tên phim                  | Tên tiếng Hoa |
| ---- | ------------------------- | ------------- |
| 1974 | Giang hồ tiểu tử          | 江湖小子      |
| 1976 | CID                       |               |
| 1976 | Cuồng triều               | 狂潮          |
| 1978 | Đại hanh                  | 大亨          |
| 1978 | Cường nhân                | 強人          |
| 1978 | Phấn đấu                  | 奮鬥          |
| 1979 | Võng trung nhân           | 網中人        |
| 1980 | Thân tình                 | 親情          |
| 1980 | Bến Thượng Hải            | 上海灘        |
| 1981 | Thiên vương quần anh hội  | 千王群英會    |
| 1981 | Tiền lộ                   | 前路          |
| 1981 | Ngạc ngư đàm              | 鱷魚潭        |
| 1981 | Hỏa phượng hoàng          | 火凤凰        |
| 1982 | Tô Khất Nhi               | 蘇乞兒        |
| 1982 | Cô thành khách            | 孤城客        |
| 1983 | Thiên hàng tài thần       | 天降財神      |
| 1983 | Bá âm nhân                | 播音人        |
| 1983 | Bắc đẩu song hùng         | 北斗雙雄      |
| 1984 | Tiếu ngạo giang hồ        | 笑傲江湖      |
| 1985 | Đại hương cảng            | 大香港        |
| 1985 | Dương gia tướng           | 杨家将        |
| 1985 | Tân trát sư huynh tục tập | 新紮師兄續集  |

### Điện ảnh
| Năm  | Tên phim                                                                                | Tên tiếng Hoa                                                                                |
| ---- | --------------------------------------------------------------------------------------- | -------------------------------------------------------------------------------------------- |
| 1976 | Đầu thai nhân                                                                           | 投胎人                                                                                       |
| 1976 | Tân tô tiểu muội tam nan tân lang                                                       | 新蘇小妹三難新郎                                                                             |
| 1976 | Trì nữ                                                                                  | 池女                                                                                         |
| 1976 | Lao gia tà bài cô gia tử                                                                | 撈家邪牌姑爺仔                                                                               |
| 1977 | Nhập sách                                                                               | 入冊                                                                                         |
| 1977 | Sàng thượng đích cố sự                                                                  | 床上的故事                                                                                   |
| 1978 | Ái dục cuồng triều                                                                      | 愛欲狂潮                                                                                     |
| 1978 | 0 nữ                                                                                    | O女                                                                                          |
| 1980 | Sư ba                                                                                   | 師爸                                                                                         |
| 1980 | Nhập thế                                                                                | 扮嘢                                                                                         |
| 1980 | Hệ cám tiên                                                                             | 係咁先                                                                                       |
| 1980 | Ban mộng                                                                                | 扮懵                                                                                         |
| 1981 | Ngô Việt đích cố sự                                                                     | 胡越的故事                                                                                   |
| 1981 | Tuần thành mã                                                                           | 巡城馬                                                                                       |
| 1981 | Hôi linh                                                                                | 灰靈                                                                                         |
| 1981 | Chấp pháp giả                                                                           | 執法者                                                                                       |
| 1982 | Liệp đầu                                                                                | 獵頭                                                                                         |
| 1983 | Hoa thành                                                                               | 花城                                                                                         |
| 1983 | Thượng Hải than                                                                         | 上海灘                                                                                       |
| 1983 | Thượng Hải than tục tập                                                                 | 上海灘續集                                                                                   |
| 1983 | Huyết hãn kim tiễn                                                                      | 血汗金錢                                                                                     |
| 1984 | Đẳng đãi lê minh                                                                        | 等待黎明 Đề cử giải Nam diễn viên chính xuất sắc nhất (Giải thưởng Điện ảnh Hồng Kông)       |
| 1984 | Linh khí bức nhân                                                                       | 靈氣逼人                                                                                     |
| 1984 | Khuynh thành chi luyến                                                                  | 傾城之戀                                                                                     |
| 1985 | Sơ nhất thập ngũ                                                                        | 初一十五                                                                                     |
| 1985 | Hà tất hữu ngã                                                                          | 何必有我                                                                                     |
| 1985 | Nữ nhân tâm                                                                             | 女人心 Đề cử giải Nam diễn viên chính xuất sắc nhất (Giải thưởng Điện ảnh Hồng Kông)         |
| 1986 | Mân côi đích cố sự                                                                      | 玫瑰的故事                                                                                   |
| 1986 | Mộng trung nhân                                                                         | 夢中人                                                                                       |
| 1986 | Nễ tình ngã quyện                                                                       | 你情我願                                                                                     |
| 1986 | Kỳ duyên                                                                                | 奇緣                                                                                         |
| 1986 | Sát thê nhị nhân tổ                                                                     | 殺妻二人組                                                                                   |
| 1986 | Địa hạ tình                                                                             | 地下情                                                                                       |
| 1986 | Nghĩa cái vân thiên                                                                     | 義蓋雲天                                                                                     |
| 1986 | Anh hùng bản sắc                                                                        | 英雄本色 Giải Nam diễn viên chính xuất sắc nhất (Giải thưởng Điện ảnh Hồng Kông)             |
| 1986 | Nguyên chấn hiệp dữ Vệ Tư Lý                                                            | 原振俠與衛斯理                                                                               |
| 1986 | Điên lão chính truyện                                                                   | 癲佬正傳                                                                                     |
| 1987 | Long hổ phong vân                                                                       | 龍虎風雲 Giải Nam diễn viên chính xuất sắc nhất (Giải thưởng Điện ảnh Hồng Kông)             |
| 1987 | Bát tinh báo hỉ                                                                         | 八星報喜                                                                                     |
| 1987 | Quỷ tân nương                                                                           | 鬼新娘                                                                                       |
| 1987 | Giam ngục phong vân                                                                     | 監獄風雲 Đề cử giải Nam diễn viên chính xuất sắc nhất (Giải thưởng Điện ảnh Hồng Kông)       |
| 1987 | Giang hồ long hổ đấu                                                                    | 江湖龍虎鬥                                                                                   |
| 1987 | Giang hồ tình                                                                           | 江湖情                                                                                       |
| 1987 | Tinh trang truy nữ tử                                                                   | 精裝追女仔                                                                                   |
| 1987 | Thu thiên đích đồng thoại                                                               | 秋天的童話 Đề cử giải Nam diễn viên chính xuất sắc nhất (Giải thưởng Điện ảnh Hồng Kông)     |
| 1987 | Tiểu sinh mộng kinh hồn                                                                 | 小生夢驚魂                                                                                   |
| 1987 | Anh hùng bản sắc 2                                                                      | 英雄本色2                                                                                    |
| 1987 | Anh hùng hảo hán                                                                        | 英雄好漢                                                                                     |
| 1987 | Nghĩa bổn vô ngôn                                                                       | 義本無言                                                                                     |
| 1987 | Úc đại phu truyền kỳ                                                                    | 郁達夫傳奇                                                                                   |
| 1987 | Tinh trang truy nữ tử 2                                                                 | 精裝追女仔2                                                                                  |
| 1988 | Trường đoản cước chi luyến                                                              | 長短腳之戀                                                                                   |
| 1988 | Đại trượng phu nhật ký                                                                  | 大丈夫日記                                                                                   |
| 1988 | Công tử đa tình                                                                         | 公子多情                                                                                     |
| 1988 | Lão hổ xuất soa                                                                         | 老虎出差                                                                                     |
| 1988 | Nghĩa đảm hồng thần                                                                     | 義膽紅唇                                                                                     |
| 1988 | Ngã tại hắc xã hội đích nhật tử                                                         | 我在黑社會的日子                                                                             |
| 1988 | Tái kiến anh hùng                                                                       | 再見英雄                                                                                     |
| 1989 | A Lang đích cố sự                                                                       | 阿郎的故事 Giải Nam diễn viên chính xuất sắc nhất (Giải thưởng Điện ảnh Hồng Kông)           |
| 1989 | Bản ngã sấm thiên nhai                                                                  | 伴我闖天涯                                                                                   |
| 1989 | Điệp huyết song hùng                                                                    | 喋血雙雄                                                                                     |
| 1989 | Thần bài                                                                                | 賭神 Đề cử giải Nam diễn viên chính xuất sắc nhất (Giải thưởng Điện ảnh Hồng Kông)           |
| 1989 | Anh hùng bản sắc 3                                                                      | 英雄本色3                                                                                    |
| 1990 | Cát tinh củng chiếu                                                                     | 吉星拱照                                                                                     |
| 1991 | Giam ngục phong vân 2                                                                   | 監獄風雲2                                                                                    |
| 1991 | Thánh Bài II                                                                            | 賭俠                                                                                         |
| 1991 | Tung hoành tứ hải                                                                       | 縱橫四海 Đề cử giải Nam diễn viên chính xuất sắc nhất (Giải thưởng Điện ảnh Hồng Kông)       |
| 1992 | Hiệp đại cao phi                                                                        | 俠盜高飛                                                                                     |
| 1992 | Lạt thủ thần thám                                                                       | 辣手神探                                                                                     |
| 1992 | Ngã ái nữu văn sài                                                                      | 我愛扭紋柴                                                                                   |
| 1994 | Thần bài 2: Thần bài trở lại                                                            | 賭神2:上帝都回來了                                                                           |
| 1994 | Hoa Kỳ thiếu lâm                                                                        | 花旗少林 Đề cử giải Nam diễn viên chính xuất sắc nhất (Giải thưởng Điện ảnh Hồng Kông)       |
| 1995 | Hòa bình phạm điếm                                                                      | 和平飯店 Đề cử giải Nam diễn viên chính xuất sắc nhất (Giải thưởng Điện ảnh Hồng Kông)       |
| 1998 | The Replacement Killers                                                                 | Phim Mỹ                                                                                      |
| 1999 | The Corruptor                                                                           | Phim Mỹ                                                                                      |
| 1999 | Anna and the King                                                                       | Phim Mỹ                                                                                      |
| 2000 | Ngọa hổ tàng long                                                                       | Đề cử giải Nam diễn viên chính xuất sắc nhất (Giải thưởng Điện ảnh Hồng Kông)                |
| 2003 | Bulletproof Monk                                                                        | Phim Mỹ                                                                                      |
| 2006 | Di mụ đích hậu hiện đại sinh hoạt                                                       | 姨妈的后现代生活                                                                             |
| 2006 | Hoàng Kim Giáp                                                                          | 满城尽带黄金甲 Đề cử giải Nam diễn viên chính xuất sắc nhất (Giải thưởng Điện ảnh Hồng Kông) |
| 2007 | Cướp biển vùng Caribê: Nơi tận cùng thế giới (Pirates of the Caribbean: At World's End) | Phim Mỹ                                                                                      |
| 2007 | The Children of Huang Shi                                                               | Phim Mỹ                                                                                      |
| 2008 | Hoàng thạch nhiệm vụ                                                                    | 黃石任務                                                                                     |
| 2009 | 7 Viên Ngọc Rồng - Dragonball Evolution                                                 | Phim Mỹ                                                                                      |
| 2010 | Thượng Hải                                                                              | Phim Mỹ                                                                                      |
| 2010 | Khổng Tử                                                                                | 孔子 Đề cử giải Nam diễn viên chính xuất sắc nhất (Giải thưởng Điện ảnh Hồng Kông)           |
| 2011 | Nhượng tử đạn phi                                                                       | 让子弹飞                                                                                     |
| 2012 | Khổng Tước Đài                                                                          | 刺客                                                                                         |
| 2012 | Thủ lĩnh cuối cùng (Đại Thượng Hải)                                                     | 最後的大亨                                                                                   |
| 2014 | Đổ thành phong vân                                                                      |                                                                                              |
| 2015 | Đỗ thành phong vân 2 Tình công sở ( office)                                             |                                                                                              |
| 2016 | Đổ thành phong vân 3 Hàn chiến 2                                                        |                                                                                              |
| 2018 | Phi vụ tiền giả                                                                         |                                                                                              |